# Роберт Аткінсон
Роберт д'Ескор Аткінсон (англ. Robert d'Escourt Atkinson, 11 квітня 1898, Реєдер, Уельс — 28 жовтня 1982, Блумінгтон, Індіана) — британський астроном, фізик і винахідник. Найбільш відомий своїм внеском у розуміння термоядерних реакцій в зорях.

## Біографія
Роберт д'Ескор Аткінсон народився в Уельсі 11 квітня 1898 року. Він навчався в Манчестерській граматичній школі, а 1922 року закічив Оксфордський університет. Він працював у Кларендонській лабораторії, а потім поїхав до Геттінгенського університету, де 1928 року здобув ступінь доктора філософії з фізики. Після року викладання фізики в Берлінській технічній вищій школі Аткінсон був призначений доцентом фізики в Ратґерському університеті. Він викладав в Ратґерському університеті в Нью-Джерсі з 1929 по 1937 рік, а потім став головним помічником у Королівській Гринвіцькій обсерваторії. Під час Другої світової війни Аткінсона відкликали з цієї посади, щоб він виконував роботи з антимагнітними мінами. У 1944 році його відправили в Лабораторію балістичних досліджень на Абердинському випробувальному полігоні в Меріленді, де він працював під керівництвом відомого астронома Едвіна Габбла. Аткінсон пробув там два роки, а потім повернувся до Гринвіцької обсерваторії. Значну частину своїх подальших років в Гринвіцькій обсерваторії він присвятив нагляду за переїздом обсерваторії до замку Герстмонсо в Сассексі. У 1964 році Аткінсон звільнився з Гринвіцької обсерваторії та переїхав до Університету Індіани на посаду запрошеного професора. У 1973 році він став ад'юнкт-професором, а в 1979 році — професором-емеритом Університету Індіани. Аткінсон також брав участь у професійних асоціаціях, був членом-засновником Королівського інституту навігації та протягом одного року обіймав посаду президента Британської астрономічної асоціації. Аткінсон помер у Блумінгтоні 28 жовтня 1982 року.

## Робота
У 1929 році Аткінсон співпрацював з Фрідріхом Гоутермансом над застосуванням гамівської теорії квантового тунелювання до процесу ядерного синтезу в зорях. Вони показали, що злиття легких ядер може створювати енергію відповідно до формули еквівалентності маси-енергії Ейнштейна, а важкі ядра можуть утворюватися шляхом послідовної серії злитів легших ядер. Їхні моделі були схожі на пізніший вуглецево-азотний цикл. У той час ця теорія не була прийнята, оскільки вона базувалася на ідеї, що зорі здебільшого складаються з водню. Аткінсон знову писав про цю теорію в 1930-х роках, передбачаючи, що найяскравіші зорі повинні мати короткий час життя. Він також припустив, що елементи, знайдені у Всесвіті, можуть бути створені шляхом термоядерного синтезу в зоряз, і що білим карликам не потрібне ядерне джерело енергії, щоб сяяти. Після Другої світової війни він працював над астрономічними приладами та позиційною астрономією.
Механічні навички Аткінсона призвели до того, що він отримав замовлення на розробку астрономічного годинника для Йоркського собору, астрономічного годинника Йоркського собору.

## Відзнаки
- Член Королівського астрономічного товариства[6] та Королівського інституту навігації[en].
- Медаль Еддінгтона від Лондонського королівського астрономічного товариства за роботу над зоряним нуклеосинтезом (1960)
- На його честь названо астероїд 1827 Аткінсон[4].

### Некрологи
- QJRAS 25 (1984) 100—104
- JBAA 93 (1983) 172—173